# Gråhø (Lesja)
Gråhø(e) eller Store Gråhø(e) (2.014 moh) er det højeste punkt i Reinheimen nationalpark. På mange kort vises bjerget uden navn og går derfor under betegnelsen 2014 efter højden, der ses på kortene. Lokalt kaldes bjerget for Løyfthøe efter Nordre og Søndre Løyftet, som er forbindelsesveje op fra Lordalen. På nogle officielle kort har bjerget imidlertid fået navnet Gråhøe, og dette navn bruges af såvel Den Norske Turistforening som af Norges vassdrags- og energidirektorat.
Gråhø ligger i Lesja kommune i Innlandet. Bjerget er det mest isolerede blandt de norske bjerge på over 2000 m. Navnet bruges også om det lidt lavere bjerg to km længere mod vest, hvilket har medført behovet for at tale om Store og Lille Gråhø.